# Palermo centrale (album)
Palermo Centrale è l'album d'esordio del duo di hip hop italiano Stokka & MadBuddy, realizzato nel 2001.

## Tracce
1. Intro - 2:14
2. Palermo Centrale - 5:05
3. Microfoni e guantoni - 4:22
4. Palermo players feat. Off - TDV Klan - 4:37
5. South Interlude - 0:47
6. South Rap - 3:55
7. Costantemente Marci feat. Ogus e Pio - 2:58
8. La Corrida RMX 2000 - 4:28
9. Los Rayos feat. Eterno-PDM - 4:10
10. Cosa succede in città - 5:24
11. Hasta la vasta feat. Bras, Devilio, Grass, Othello, Tommy Giulio, Traze - 7:39
12. Le mie regole - 4:47
13. Radiofreccia Outro - 5:16